# إبراهيم حيدان
اللواء الركن إبراهيم علي أحمد حيدان (و. 1972) ضابط وعسكري يمني من مواليد العاصمة عدن، يشغل منصب وزير الداخلية اليمنية حاليا في حكومة معين عبدالملك الثانية منذ ديسمبر 2020.

## نشأته ودراسته
ولد إبراهيم حيدان عام 1972 في مدينة المعلا في عدن، وتلقى تعليمه الأساسي والثانوي في مدارسها. التحق بالكلية البحرية في محافظة الحديدة وتخرج منها برتبة ملازم، وتولى العديد من المناصب العسكرية منذ تخرجه حتى صار كبير المعلمين في الكلية.
درس اللواء إبراهيم حيدان دورة قيادة واركان في سلطنة عمان، وبعد ذلك تم ابتعاثه إلى الولايات المتحدة الأمريكية لتلقي دورة تأهيلية. وحصل على شهادة الزمالة العليا من الأكاديمية العسكرية العليا بصنعاء.
شارك حيدان في معركة تحرير مدينة عدن من الحوثيين عام 2015، وتحمل بعدها مسؤولية إعادة تأهيل اللواء الثالث حماية رئاسية.